# Alysicarpus sedgwickii
Alysicarpus sedgwickii är en ärtväxtart som beskrevs av Sarah M. Almeida och Marselein Rusario Almeida. Alysicarpus sedgwickii ingår i släktet Alysicarpus och familjen ärtväxter. Inga underarter finns listade i Catalogue of Life.